# اورتابغاز
اورتابغاز (به ترکی استانبولی: Ortaboğaz) یک منطقهٔ مسکونی در ترکیه است که در قسطمونی واقع شده‌است.